# Plounérin
Plounérin (bretonisch: Plounerin) ist eine französische Gemeinde mit 799 Einwohnern (Stand 1. Januar 2022) im Département Côtes-d’Armor in der Region Bretagne. Sie gehört zum Arrondissement Lannion, zum Kanton Plestin-les-Grèves und ist Mitglied des 2015 gegründeten Gemeindeverbands Lannion-Trégor Communauté. Die Bewohner nennen sich Plounérinais/Plounérinaises.

## Geografie
Plounérin liegt rund 20 km (Luftlinie) südwestlich der Kleinstadt Lannion im Norden der Bretagne an der Grenze zum Département Finistère.   

## Bevölkerungsentwicklung
| Jahr                       | 1793 | 1800 | 1851 | 1861 | 1876 | 1881 | 1926 | 1962 | 1968 | 1975 | 1982 | 1990 | 1999 | 2006 | 2012 |
| Einwohner                  | 1558 | 1277 | 1788 | 1692 | 1930 | 1770 | 1435 | 845  | 785  | 701  | 689  | 649  | 696  | 736  | 742  |
| Quellen: Cassini und INSEE |      |      |      |      |      |      |      |      |      |      |      |      |      |      |      |

Die zunehmende Mechanisierung der Landwirtschaft und die zahlreichen Toten des Ersten Weltkriegs führten zu einem Absinken der Einwohnerzahlen bis auf die Tiefststände in neuerer Zeit. 

## Sehenswürdigkeiten
Siehe auch: Liste der Monuments historiques in Plounérin
- Taubenturm Manoir de Lesmoal

## Verkehr

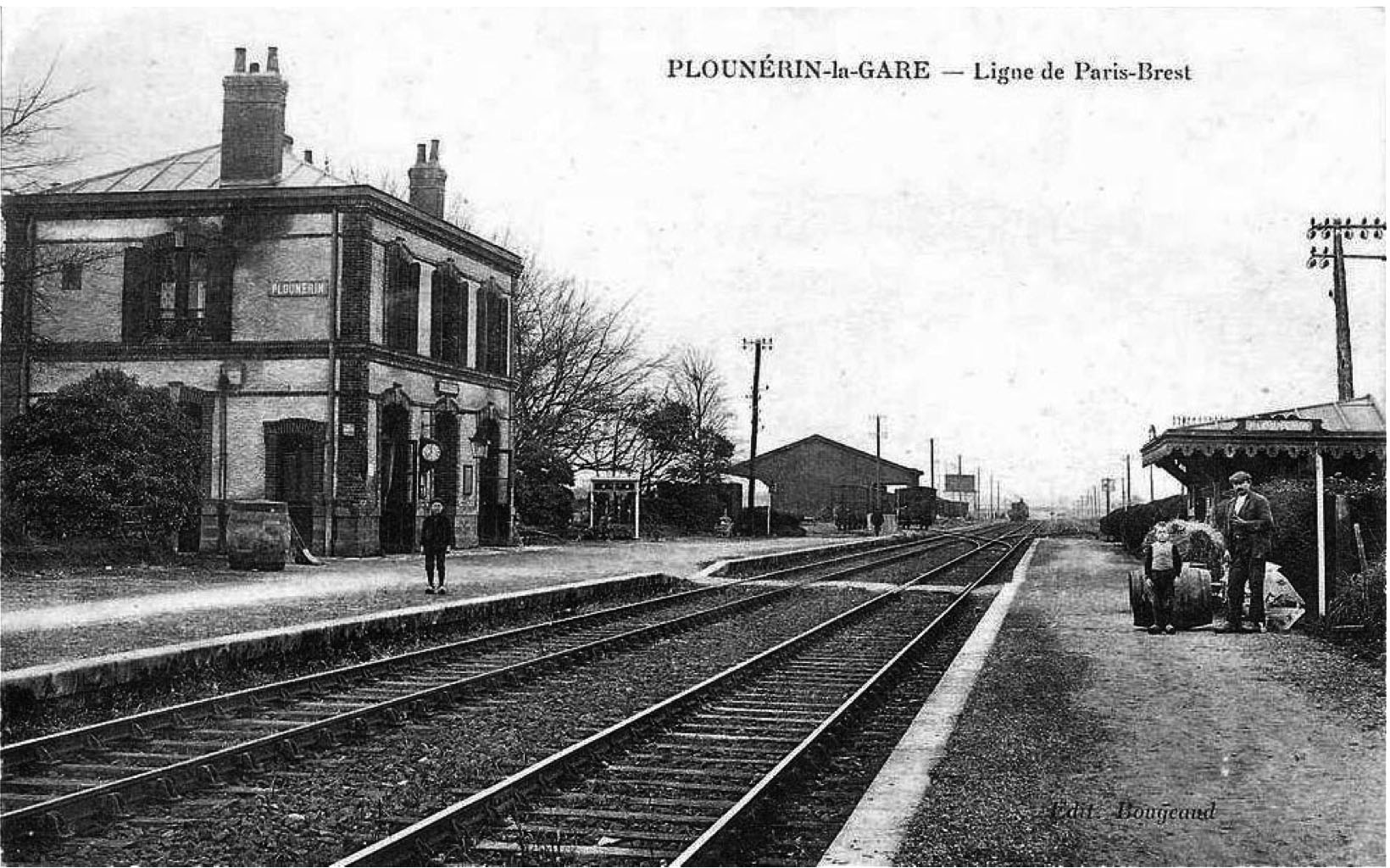
Bahnhof Plounérin (um 1900)

Plounérin hat einen Bahnhof an der Bahnstrecke Paris–Brest, die in diesem Abschnitt 1865 von der Compagnie des chemins de fer de l’Ouest eröffnet wurde. Er liegt im Ort La Gare am nordöstlichen Rand der Gemeinde.
Durch den Ort verlief die Nationalstraße N 12, die dort zur Departementsstraße D 712 abgestuft wurde. Die N 12 wurde autobahnähnlich vierstreifig ausgebaut und führt nun südlich an Plounérin vorbei.